# 棕头鸦雀
为的鸟类。過去曾被歸類於鶯科或畫眉科。它分布於中國、日本、韓國、蒙古、俄羅斯、台灣和越南。其自然棲地為亞熱帶或熱帶潮濕的山地森林。

## 分類與系統學

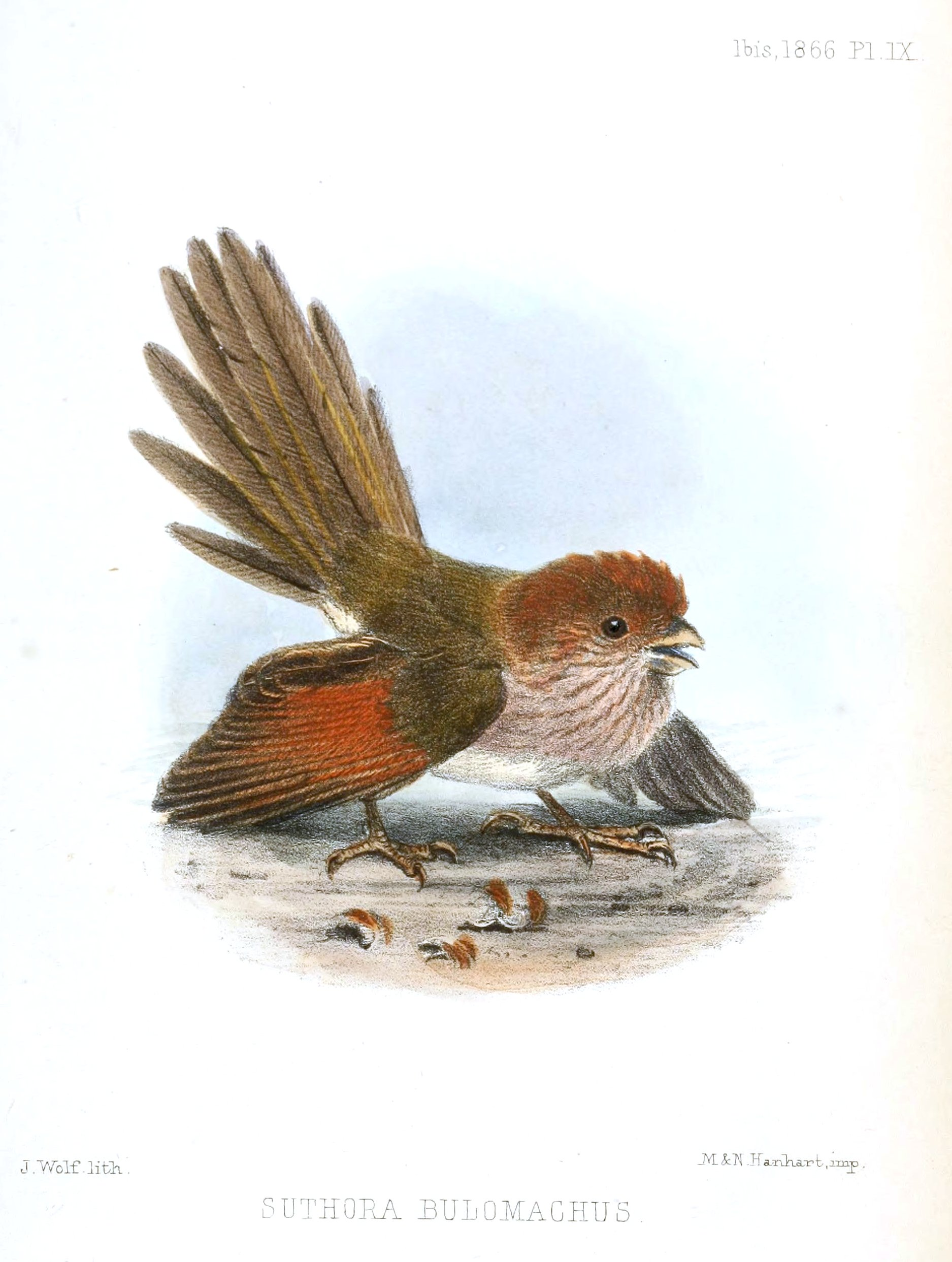
插圖由約瑟夫·沃爾夫繪製 (1866)

粉紅鸚嘴於1852年由約翰·古爾德描述，並歸入黃羽鸚嘴屬（Suthora），與其他小型棕色鴉雀同屬。後來，鴉雀被合併到兩個屬：Conostoma和鴉雀屬（Paradoxornis），本種則被歸入鴉雀屬。近期的DNA研究顯示鴉雀屬是並系群，建議應將其拆分。建議將粉紅鸚嘴歸入漢鴉雀屬（Sinosuthora）。粉紅鸚嘴與灰喉鴉雀關係密切，越南和中國的兩個物種之間，以及引入意大利後建立的種群中，都有雜交的報告。 它現在在世界鳥類學家聯合會（IOU）鳥類名錄13.2版本中被重新歸入原始的黃羽鸚嘴屬（Suthora）。
種名webbiana是為紀念英國植物學家菲利普·巴克·韋伯。該物種有時也被稱為「韋伯氏鴉雀」。

## 亚种
- 棕头鸦雀台湾亚种（学名：Sinosuthora webbiana bulomacha），台語稱圓頭仔(înn-thâu-á)，是台灣的特有亞种。分布于台灣本島。[9]
- 棕头鸦雀河北亚种（学名：Sinosuthora webbiana fulvicauda）。分布于朝鲜半島以及中国大陆的河北、北京、河南等地。该物种的模式产地在濟物浦（今南韓仁川）。[10]
- 棕头鸦雀甘洛亚种（学名：Sinosuthora webbiana ganluoensis），是中国的特有物种。分布于四川等地。该物种的模式产地在四川甘洛县。[11]
- 棕头鸦雀东北亚种（学名：Sinosuthora webbiana mantschuricus）。分布于前苏联以及中国大陆的东北、河北等地。该物种的模式产地在西伯利亚东南隅乌苏里边区。[12]
- 棕头鸦雀贵州亚种（学名：Sinosuthora webbiana stresemanni），是中国的特有物种。分布于贵州、云南等地。该物种的模式产地在贵州。[13]
- 棕头鸦雀长江亚种（学名：Sinosuthora webbiana suffusus），是中国的特有物种。分布于长江流域自江苏至湖北、四川、北抵山西、陕西、甘肃等省南部、南到贵州、广西、广东、福建等地。该物种的模式产地在长江上游。[14]
- 棕头鸦雀指名亚种（学名：Sinosuthora webbiana webbianus），是中国的特有物种。分布于上海、浙江等地。该物种的模式产地在上海。[15]
- 棕头鸦雀滇东亚种（学名：Sinosuthora webbiana yunnanensis）。分布于越南以及中国大陆的云南等地。该物种的模式产地在云南东南部昆明附近可保村。[16]

## 分布
分布于俄羅斯濱海邊疆、朝鮮半島、台灣以及中国东部（北抵黑龙江，西至甘肃、四川、云南，南达广东、福建）等地，一般生活于隐匿在灌木荆棘间窜动、夏间大多在山地、冬时集迁山坡多蕨的草地及山麓芦苇地带以及有时也进入园圃裡。该物种的模式产地在上海。

## 棲地與遷徙
粉紅鸚嘴的分布範圍從越南北部到滿洲南部，棲息於其廣泛的棲地。它通常生活在較為開闊的林地棲地，包括灌木叢、處於初期至晚期次生階段的林地、森林邊緣、灌木叢及竹林。它也出現在樹籬、蘆葦及沼澤地中。粉紅鸚嘴能適應人類改造的棲地，如茶園和苗圃。在中國，粉紅鸚嘴棲息於低海拔的山地地區。在四川，它在海拔1,000米（3,300英尺）的高度被灰喉鴉雀取代，而在台灣，它是唯一的鴉雀物種，分布範圍從海平面到3,100米（10,200英尺），且佔據了該島上任何鳥類中最廣泛的生態位。

## 描述
粉紅鸚嘴是一種相對小型且尾巴較長的鸚嘴。其身長約11和12.5 cm（4.3—4.9英寸），體重依性別略有差異，雄鳥重約8.5至11 g（0.30—0.39 oz），雌鳥則重約7至12 g（0.25—0.42 oz）。牠的尾巴呈階梯狀，和其他鴉雀一樣，喙短，且鼻孔被羽毛隱藏。兩性羽毛相似，標準亞種上半身為暖棕色，翅膀為深棕色，飛羽帶有栗色。上胸和喉部為粉紅奶油色，喉部帶有棕色條紋。側腹的顏色與上半身相似，但略帶黃褐色，腹部則為奶油色到褐色。頭頂和額頭為紅棕色，眼虹膜為淡灰色，喙為石板灰色或棕色，尖端較淺或呈黃色。

## 行為
與其他鴉雀以及相關的舊世界畫眉類似，粉紅鸚嘴是一種高度群居的物種，通常成群活動。這些鳥群的規模隨季節而變化，繁殖季節時群體規模最小，冬季可多達140隻鳥。在台灣的冬季鳥群中，一項研究將鳥群成員分為四類：核心成員，從不離開群體；常規成員，通常留在群體內，但會短暫加入其他群體；流動成員，在不同群體間移動；邊緣成員，只出現不到兩個月，推測是來自其他地區的訪客。大型冬季鳥群的活動範圍可能與其他群體重疊，即使彼此靠近，群體仍能保持凝聚力。